# Mehdi Sharifi
Mehdi Sharifi (Isfahan, 16 augustus 1992) is een Iraans voetballer die doorgaans speelt als spits. In juli 2025 verruilde hij Paykan voor Mes Rafsanjan. Sharifi maakte in 2014 zijn debuut in het Iraans voetbalelftal.

## Clubcarrière
Tussen 2009 en 2012 was Sharifi actief in de jeugdopleiding van Sepahan en hij werd in 2013 doorgeschoven naar het eerste elftal van de club. Hij maakte zijn professionele debuut op 6 augustus 2013, tijdens een 1–1 gelijkspel op bezoek bij Gostaresh Foolad. Zijn eerste doelpunt wist de aanvaller te maken op 20 december 2013, toen er met 1–2 gewonnen werd in het uitduel met Tractor Sazi. Hij sloot het seizoen af met acht doelpunten in achttien wedstrijden en Sepahan eindigde op de vierde plaats. Het seizoen erop maakte hij twaalf competitiedoelpunten. Tractor Sazi huurde Sharifi in januari 2016 voor de duur van twee jaar. In de zomer van 2018 ging Sharifi voor één seizoen bij Persepolis spelen. Na periodes bij Sumqayıt, Paykan, opnieuw Sumqayıt en Shahr Khodro tekende hij medio 2022 voor Rayka Babol, om een jaar later bij Khooshe Talaei Saveh te gaan spelen en in januari 2024 voor Fajr Sepasi. Later dat jaar nam Mes Rafsanjan hem over en in januari 2025 Paykan. Een halfjaar later keerde hij terug bij Mes Rafsanjan.

## Clubstatistieken
| Seizoen | Club                 | Competitie      | Competitie | Competitie | Beker | Beker | Internationaal | Internationaal | Totaal | Totaal |
| Seizoen | Club                 | Competitie      | Wed.       | Dlp.       | Wed.  | Dlp.  | Wed.           | Dlp.           | Wed.   | Dlp.   |
| ------- | -------------------- | --------------- | ---------- | ---------- | ----- | ----- | -------------- | -------------- | ------ | ------ |
| 2013/14 | Sepahan              | Iran Pro League | 19         | 8          | 1     | 0     | 6              | 4              | 25     | 12     |
| 2014/15 | Sepahan              | Iran Pro League | 26         | 12         | 1     | 0     | —              | —              | 27     | 12     |
| 2015/16 | Sepahan              | Iran Pro League | 16         | 4          | 2     | 4     | —              | —              | 18     | 8      |
| 2015/16 | → Tractor Sazi       | Iran Pro League | 6          | 1          | 0     | 0     | 4              | 1              | 10     | 2      |
| 2016/17 | → Tractor Sazi       | Iran Pro League | 18         | 3          | 0     | 0     | —              | —              | 18     | 3      |
| 2017/18 | → Tractor Sazi       | Iran Pro League | 13         | 0          | 0     | 0     | —              | —              | 13     | 0      |
| 2017/18 | Sepahan              | Iran Pro League | 13         | 3          | 0     | 0     | —              | —              | 13     | 3      |
| 2018/19 | Persepolis           | Iran Pro League | 4          | 0          | 0     | 0     | 1              | 0              | 5      | 0      |
| 2019/20 | Sumqayıt             | Premyer Liqası  | 16         | 5          | 3     | 0     | —              | —              | 19     | 5      |
| 2020/21 | Paykan               | Iran Pro League | ?          | ?          | ?     | ?     | —              | —              | ?      | ?      |
| 2020/21 | Sumqayıt             | Premyer Liqası  | 10         | 0          | 4     | 0     | —              | —              | 14     | 0      |
| 2021/22 | Shahr Khodro         | Iran Pro League | 17         | 0          | 0     | 0     | —              | —              | 17     | 0      |
| 2022/23 | Rayka Babol          | Iran Pro League | 12         | 1          | 2     | 0     | —              | —              | 14     | 1      |
| 2023/24 | Khooshe Talaei Saveh | Azadegan League | 14         | 2          | 0     | 0     | —              | —              | 14     | 2      |
| 2023/24 | Fajr Sepasi          | Azadegan League | 15         | 6          | 1     | 1     | —              | —              | 16     | 7      |
| 2024/25 | Mes Rafsanjan        | Azadegan League | 11         | 1          | 0     | 0     | —              | —              | 11     | 1      |
| 2024/25 | Paykan               | Azadegan League | 16         | 5          | 2     | 1     | —              | —              | 18     | 6      |
| 2025/26 | Mes Rafsanjan        | Azadegan League | 0          | 0          | 0     | 0     | —              | —              | 0      | 0      |
| Totaal  | Totaal               | Totaal          | 226        | 41         | 16    | 6     | 11             | 5              | 253    | 62     |

Bijgewerkt op 14 augustus 2025.

## Interlandcarrière
Op 14 mei 2014 werd bekendgemaakt dat Sharifi onderdeel uitmaakte van de Iraanse voorselectie voor het WK 2014 in Brazilië. Op dat moment had hij nog geen interlands gespeeld voor Iran.
| Interlands van Mehdi Sharifi voor Iran | Interlands van Mehdi Sharifi voor Iran | Interlands van Mehdi Sharifi voor Iran | Interlands van Mehdi Sharifi voor Iran | Interlands van Mehdi Sharifi voor Iran | Interlands van Mehdi Sharifi voor Iran |
| №                                      | Datum                                  | Wedstrijd                              | Uitslag                                | Competitie                             | Goals                                  |
| Als speler bij Sepahan                 | Als speler bij Sepahan                 | Als speler bij Sepahan                 | Als speler bij Sepahan                 | Als speler bij Sepahan                 | Als speler bij Sepahan                 |
| -------------------------------------- | -------------------------------------- | -------------------------------------- | -------------------------------------- | -------------------------------------- | -------------------------------------- |
| 1                                      | 18 mei 2014                            | Oezbekistan – Iran                     | 0 – 0                                  | Vriendschappelijk                      |                                        |
| 2                                      | 30 mei 2014                            | Iran – Angola                          | 1 – 1                                  | Vriendschappelijk                      |                                        |
| 3                                      | 11 juni 2015                           | Iran – Wit-Rusland                     | 0 – 1                                  | Vriendschappelijk                      |                                        |

Bijgewerkt op 14 augustus 2025.